# Mahan Esfahani

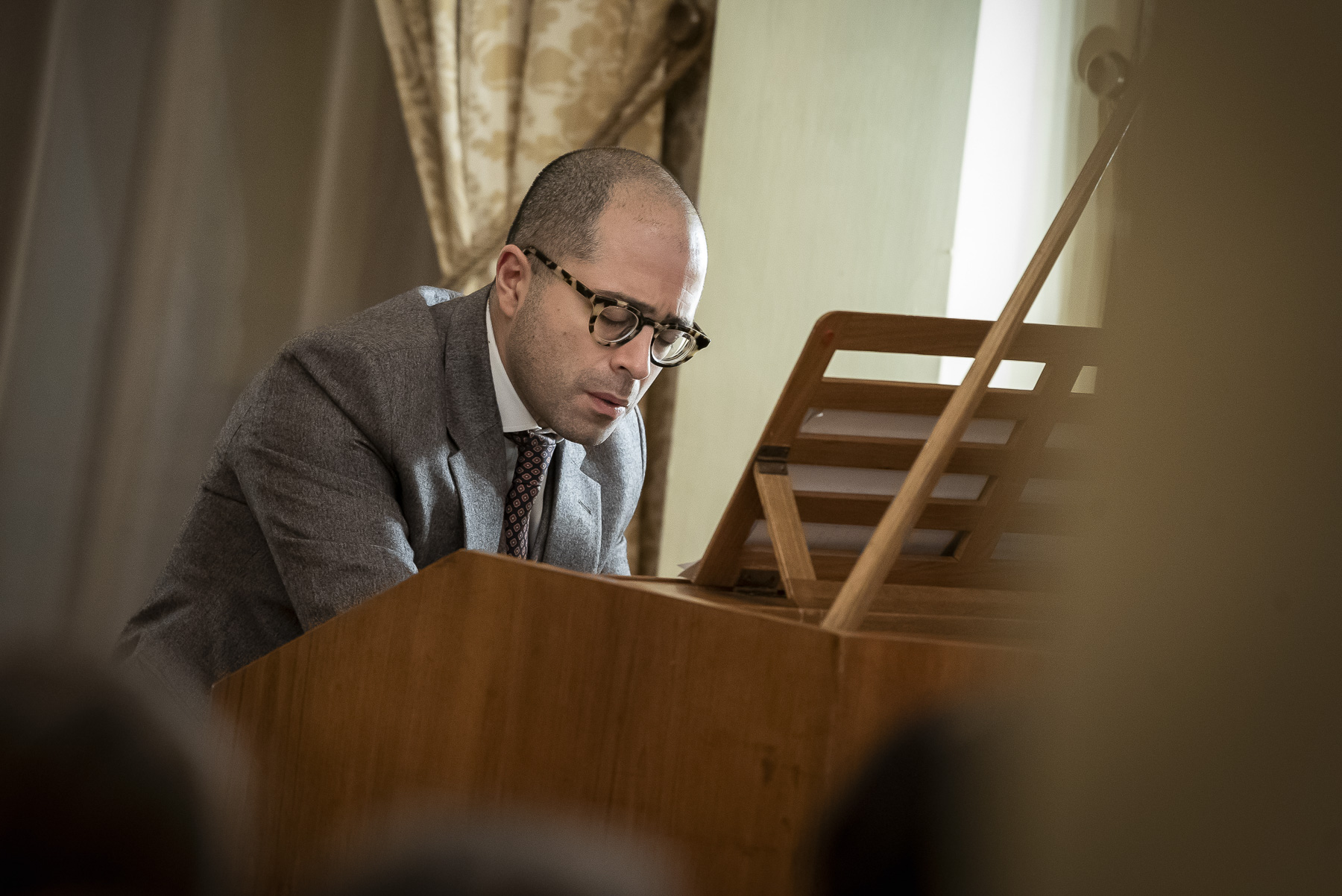
Mahan Esfahani beim 4. Benefizkonzert 2018 für das Bohuslav Martinů Institute, Prag, 19. November 2018

Mahan Esfahani (persisch ماهان اصفهانی; * 22. Mai 1984 in Teheran) ist ein iranisch-US-amerikanischer Cembalist.
Esfahanis Eltern, ein Musiker und eine Malerin, verließen mit ihrem damals vierjährigen Sohn den Iran und gingen in die USA. Er erhielt seine erste musikalische Ausbildung am Klavier von seinem Vater. Er studierte Musikwissenschaft und Geschichte an der Stanford University. Zu seinen dortigen Lehrern gehörte George Houle. Es folgten Studien bei Peter Watchorn in Boston und Zuzana Růžičková in Prag. Er war New Generation Artist der BBC von 2008 bis 2010.  2011 spielte er in London das erste Cembalosolorecital der Geschichte der Proms.  2015 wurde er vom BBC Music Magazine  als Newcomer of the Year ausgezeichnet. In der Folge konzertierte er u. a. beim Bachfest Leipzig, in der Kölner Philharmonie, der Tonhalle Zürich, der Library of Congress, dem Wiener Konzerthaus, sowie in Finnland, Japan, Belgien, Dänemark, Norwegen, Spanien, Polen und China. Er wurde mit dem Diapason d’or ausgezeichnet und ist Künstler der Deutschen Grammophon. 2015 wurde er zum Professor an der Guildhall School of Music and Drama in London ernannt.
Am 29. Februar 2016 löste ein Konzert in Köln, bei dem Esfahani neben Werken von Johann Sebastian und Carl Philipp Emanuel Bach auch Steve Reichs Piano Phase spielte, gerade bei letzterem Werk Tumulte aus, sodass der Cembalist das Stück vorzeitig abbrechen musste.
Elena Kats-Chernin schrieb 2017 das Cembalokonzert Ancient Letters für Mahan Esfahani.

## Tondokumente
- Jean-Philippe Rameau: Complete Pièces de claveçin
- Byrd, Bach, Ligeti
- Carl Philipp Emanuel Bach (1714–1788) Württemberg Sonatas
- Time Present and Time Past mit Werken von Alessandro Scarlatti, Henryk Mikołaj Górecki, Carl Philipp Emanuel Bach, Francesco Geminiani, Steve Reich und Johann Sebastian Bach mit dem Concerto Köln
- Johann Sebastian Bach: Goldberg-Variationen BWV 988